# St. Willibald
St. Willibald (Sankt Willibald) ist eine Gemeinde im österreichischen Bundesland Oberösterreich im Bezirk Schärding im Innviertel mit 1091 Einwohnern (Stand 1. Jänner 2024). Die Gemeinde liegt im Gerichtsbezirk Schärding.

## Geografie
St. Willibald liegt auf 455 m Höhe im Sauwald. Die Ausdehnung beträgt von Nord nach Süd 4,7 km, von West nach Ost 6 km. Die Gesamtfläche beträgt 14,5 km². 28,3 % der Fläche sind bewaldet, 62,8 % der Fläche sind landwirtschaftlich genutzt.

### Gemeindegliederung
Das Gemeindegebiet umfasst folgende zehn Ortschaften (in Klammern Einwohnerzahl Stand 1. Jänner 2024):
- Aichet (137) samt Kalchdobl
- Antlangkirchen (101) samt Hub, Oberbubenberg und Sankt Jakob
- Dick (27)
- Geiselham (41)
- Geizedt (103)
- Kleinpireth (8) samt Unterholzen
- Oberantlang (24)
- Patrichsham (39)
- St. Willibald (406)
- Wamprechtsham (205) samt Geizedt

Die Gemeinde besteht aus den Katastralgemeinden Aichet und Geiselham.

### Nachbargemeinden
|      | Enzenkirchen                                | Natternbach (GR) |
| Raab | Kompassrose, die auf Nachbargemeinden zeigt | Steegen (GR)     |
|      | Altschwendt                                 | Peuerbach (GR)   |

## Geschichte
Das Gebiet war bereits zur Kelten- und Römerzeit besiedelt. Seit Gründung des Herzogtums Bayern war das Gebiet bayrisch. 777 wird „fluenta Antalanga“  (Antlangbach) urkundlich genannt, das Dorf Aichet wird 1110 zum ersten Mal erwähnt. Erst für das Jahr 1489 wird das Dorf „sand Willbald“ genannt. Das Gemeindegebiet kam 1780 nach dem Frieden von Teschen mit dem Innviertel (damals Innbaiern) zu Österreich. Während der Napoleonischen Kriege wieder kurz kgl. bayrisch, gehört die Gemeinde seit 1814 endgültig zu Österreich ob der Enns und teilt seither dessen Geschichte.
Bis Ende 2002 gehörte die Gemeinde zum Gerichtsbezirk Raab, nach dessen Auflösung wurde sie dem Gerichtsbezirk Schärding zugewiesen.

### Einwohnerentwicklung
1991 hatte die Gemeinde laut Volkszählung 1.130 Einwohner, 2001 dann 1.139 Einwohner. Durch Abwanderung ging die Bevölkerungszahl trotz einer positiven Geburtenbilanz auf 1.123 im Jahr 2011 zurück.

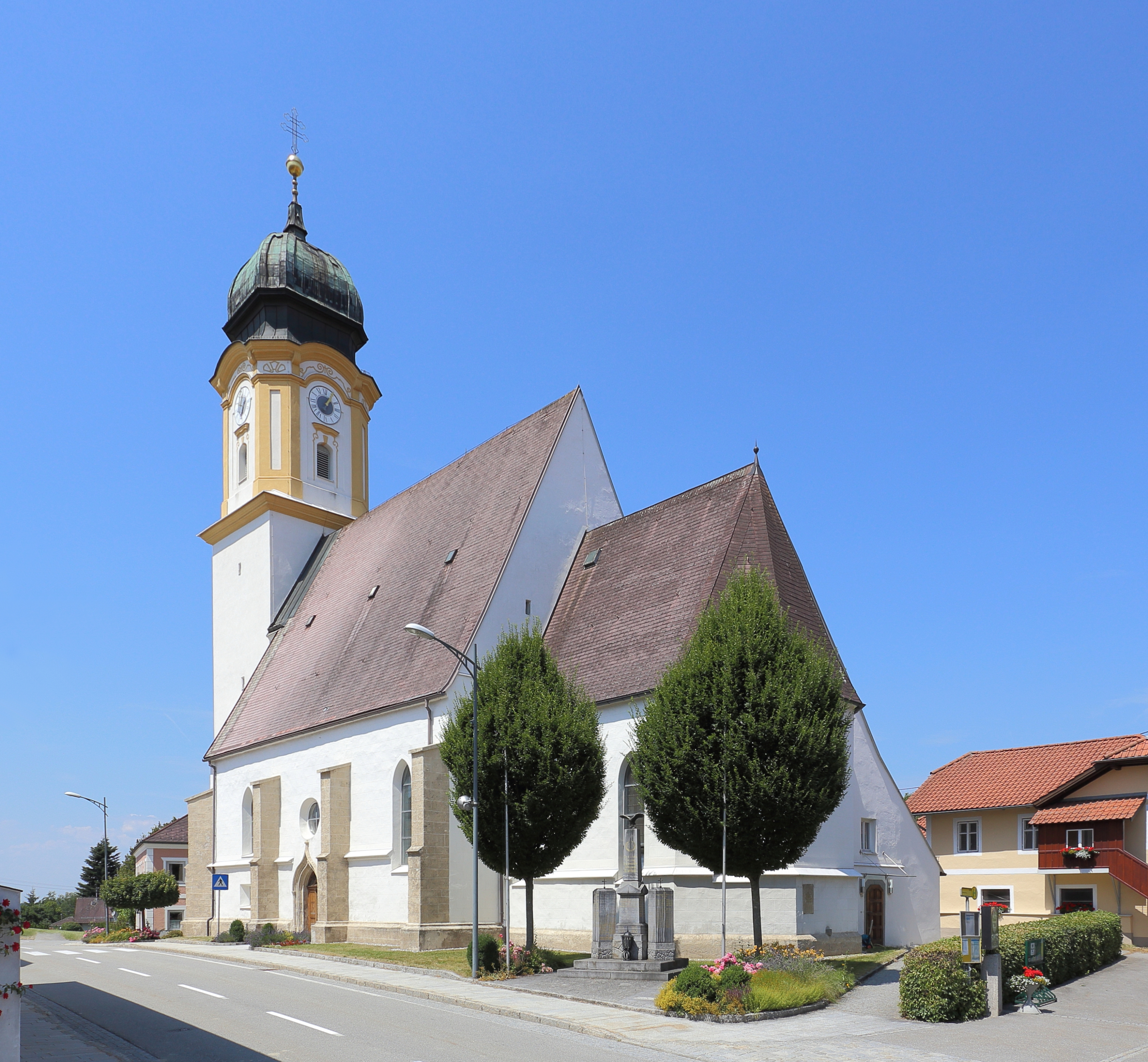
Pfarrkirche St. Willibald

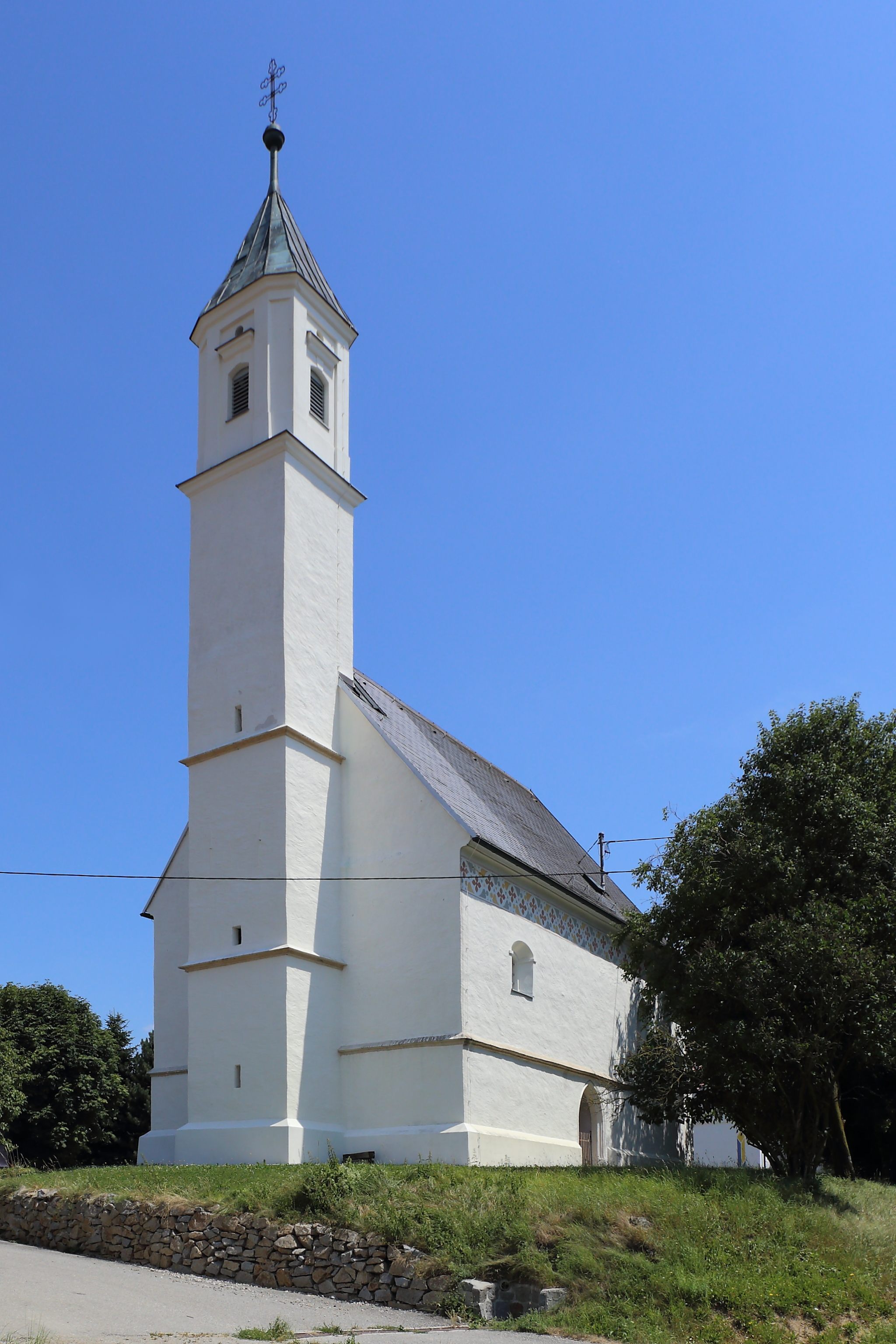
Filialkirche St. Jakob in Antlangkirchen.

## Kultur und Sehenswürdigkeiten
- Kath. Pfarrkirche St. Willibald: Eine spätgotische zweischiffige Hallenkirche und ehemalige Wallfahrtskirche mit einer großteils neugotischen Einrichtung. Die barocke Glockenstube wurde 1733 auf den Kirchturm aufgesetzt.
- Kath. Filialkirche St. Jakob

## Wirtschaft und Infrastruktur

### Wirtschaftssektoren
Von den 35 landwirtschaftlichen Betrieben des Jahres 2010 wurden 17 im Haupt-, 17 im Nebenerwerb und eine von einer Personengemeinschaft geführt. Die Haupterwerbsbauern bewirtschafteten drei Viertel der Flächen. Alle 202 Erwerbstätigen des Produktionssektors arbeiteten im Bereich Herstellung von Waren. Die größten Arbeitgeber des Dienstleistungssektors waren die Bereiche Handel (40), freiberufliche Dienstleistungen (38), soziale und öffentliche Dienste (26) und Verkehr (25 Erwerbstätige).
| Wirtschaftssektor            | Anzahl Betriebe | Anzahl Betriebe | Erwerbstätige | Erwerbstätige |
| Wirtschaftssektor            | 2011            | 2001            | 2011          | 2001          |
| ---------------------------- | --------------- | --------------- | ------------- | ------------- |
| Land- und Forstwirtschaft 1) | 35              | 53              | 37            | 45            |
| Produktion                   | 12              | 11              | 202           | 193           |
| Dienstleistung               | 50              | 30              | 148           | 90            |

1) Betriebe mit Fläche in den Jahren 2010 und 1999

### Arbeitsmarkt, Pendeln
Von den 604 Erwerbstätigen, die im Jahr 2011 in St. Willibald wohnten, arbeiteten 168 in der Gemeinde, fast drei Viertel pendelten aus.

## Politik

### Gemeinderat
In den Gemeinderat werden 13 Mandatare gewählt.
| Partei   | 2021    | 2021    | 2015  | 2015    | 2009  | 2009    | 2003  | 2003    | 1997  | 1997    |
| Partei   | Prozent | Mandate | %     | Mandate | %     | Mandate | %     | Mandate | %     | Mandate |
| -------- | ------- | ------- | ----- | ------- | ----- | ------- | ----- | ------- | ----- | ------- |
| ÖVP      | 45,91   | 6       | 44,51 | 9       | 52,17 | 10      | 51,29 | 10      | 50,29 | 10      |
| SPÖ      | 17,28   | 2       | 17,80 | 3       | 25,53 | 5       | 31,94 | 6       | 27,87 | 5       |
| FPÖ      | 27,31   | 4       | 26,95 | 6       | 16,73 | 3       | 16,78 | 3       | 21,84 | 4       |
| GRÜNE    | 9,50    | 1       | 8,29  | 1       |       |         |       |         |       |         |
| Sonstige |         |         | 2,44  | 0       |       |         |       |         |       |         |
| BZÖ      |         |         |       |         | 5,58  | 1       |       |         |       |         |

### Bürgermeister
Bürgermeister seit 1850 waren:
- 1850–1858 Mathias Haslinger
- 1858–1861 Johann Aschauer
- 1861–1864 Martin Gstöttner
- 1864–1867 Michael Mayr
- 1867–1870 Mathias Reitinger
- 1870–1873 Johann Öhlinger
- 1873–1876 Johann Steiner
- 1876–1879 Mathias Eder
- 1879–1882 Johann Süss
- 1882–1894 Johann Auer
- 1894–1903 Augustin Auer
- 1903–1907 Josef Auzinger
- 1907–1910 Karl Maier
- 1910–1912 Johann Daller
- 1912–1919 Josef Antlinger
- 1919–1924 Josef Entholzer
- 1924–1933 Johann Zauner
- 1933–1942 Josef Feldbauer
- 1942–1945 August Lang
- 1945–1961 Josef Haslinger
- 1961–1973 Alois Wurmsdobler
- 1973–1977 Friedrich Reindl
- 1977–1979 Leopold Haslinger
- 1979–1991 Alois Mittermaier
- 1991–1994 Friedrich Reindl
- 1994–2021 Josef Jobst
- seit 2021 Helmut Haslinger (ÖVP)[13]

### Wappen
Blasonierung: In Grün ein silberner, mit einer roten Wellenleiste belegter Schrägbalken; oben ein silbernes, linkes Obereck, belegt mit drei blauen, aufrechten Rauten, unten zwei goldene Pfeile schräg übereinander. Die Gemeindefarben sind Grün-Weiß-Schwarz.

## Persönlichkeiten

### Söhne und Töchter der Gemeinde
- Otto Gumpinger (* 1956), Politiker (ÖVP) und Unternehmer